# Forbidden Hours
Forbidden Hours is een Amerikaanse dramafilm uit 1928 onder regie van Harry Beaumont. Destijds werd de film in Nederland uitgebracht onder de titel Verboden liefde.

## Verhaal
Prins Michaël IV van het vorstendom Balanca wordt verliefd op Marie de Floriet, de nicht van de premier. Hij wil afstand doen van de troon om met haar te kunnen trouwen. Zijn familie wil liever dat hij trouwt met prinses Ena. Zijn neef beraamt daarom samen met de premier een plan om de hartstocht van de prins te beteugelen door Marie in een compromitterende positie te brengen. Zij stemt in met het plan, omdat de ze ervan overtuigd is dat de toekomst van Balanca belangrijker is dan de liefde.

## Rolverdeling
| Acteur          | Personage        |
| --------------- | ---------------- |
| Ramón Novarro   | Prins Michaël IV |
| Renée Adorée    | Marie de Floriet |
| Dorothy Cumming | Koningin Alexia  |
| Edward Connelly | Premier          |
| Roy D'Arcy      | Hertog Nicky     |
| Mitzi Cumming   | Prinses Ena      |
| Alberta Vaughn  | Nina             |